# Gelbscheitelgirlitz
Der Gelbscheitelgirlitz (Serinus canicollis), auch Kapkanarienvogel genannt, ist eine Art aus der Familie der Finken. Die Art wird gelegentlich in Europa als Ziervogel gehalten.

## Beschreibung
Der Gelbscheitelgirlitz erreicht eine Körperlänge von dreizehn Zentimetern. Die beiden Geschlechter sind ähnlich gefärbt. Die Weibchen haben tendenziell etwas mattere Gefiederfarben.
Das Federkleid des Gelbscheitelgirlitz ist überwiegend graugrün gefärbt. Gesicht, die Körperunterseite, die breiten Säume der Flügeldecken, der Flügel und der Schwanzfedern sind etwas gelber. Der Schnabel ist ebenso wie die Füße und Läufe hornfarben.

## Lebensweise und Verbreitung
Das Weibchen baut das Nest und bebrütet das Gelege alleine. Auch die Nestlinge werden zunächst allein vom Weibchen versorgt, das Männchen beteiligt sich ab dem achten Lebenstag bei der Versorgung der Nestlinge.
Das Verbreitungsgebiet des Gelbscheitelgirlitz erstreckt sich über weite Gebiete Afrikas. Er kommt von Südafrika bis nach Äthiopien vor. Sein Lebensraum ist offenes Hochland, häufig in Höhenlagen über 2.000 Metern. Er kommt dort an buschreichen Hängen und Plantagen vor. Er hat sich auch menschlichen Siedlungsraum erschlossen und kommt unter anderem auf Plantagen, in Gärten und an Wegrändern vor.

## Weblink
- Serinus canicollis in der Roten Liste gefährdeter Arten der IUCN 2013.2. Eingestellt von: BirdLife International, 2013. Abgerufen am 2. Januar 2014.